# نشمي مهنا
نشمي مهنا ادهام (1964-) هو شاعر كويتي، حاصل على بكالوريوس إدارة أعمال من جامعة الكويت. يعمل مسؤولا عن الصفحة الثقافية في صحيفة الطليعة، وعضو في جمعية الصحافيين الكويتية، وفي منظمة العفو الدولية فرع الكويت، شارك في العديد من الأمسيات الشعرية خلال أنشطة رابطة الأدباء الكويتية. شر العديد من القصائد في الصحف الكويتية والخليجية.

## دواوين الشعرية
| الاسم                    | دار النشر                   | تاريخ النشر | عدد الصفحات | ردمك ISBN            | المصدر |
| ------------------------ | --------------------------- | ----------- | ----------- | -------------------- | ------ |
| البحر يستدرجنا للخطيئة   | دار الفارابي                | 2001        | 126         | (ردمك 9953411301)    | [ 2 ]  |
| الآتية كغدٍ مألوف         | دار مسعى                    | 2012        | 88          |                      | [ 3 ]  |
| مجاراة المحموم في هذيانه | الدار العربية للعلوم ناشرون | 2013        | 106         | (ردمك 9786140105447) | [ 4 ]  |
| الماء في سورته           | دار كلمات للنشر والتوزيع    | 2014        | 140         | (ردمك 9789996645204) | [ 5 ]  |

## المقالات
| الاسم                        | المجلة          | تاريخ النشر |
| ---------------------------- | --------------- | ----------- |
| دليل .. لأنثى الأيائل (شعر)  | البيان الكويتية | يناير 2000  |
| البحر يستدرجنا للخطيئة       | نزوى            | أكتوبر 2001 |
| مضمرون له الخيانة            | إبداع           | سبتمبر 2002 |
| أسمعه في مدرج، أقرأه في كتاب | نقد             | يوليو 2007  |

## الجوائز
فاز الشاعر نشمي مهنا بجائزة الدولة التشجعية عن ديوانه (الماء في سورته).